# 좋아 (종현의 음반)
《좋아》는 대한민국의 싱어송라이터 종현의 데뷔 음반으로 2016년 5월 24일 SM 엔터테인먼트가 발매하고 KT 뮤직에서 배급한 음반으로, 종현의 생애 유일한 음반이다.

## 배경 및 발매
종현은 5월 24일 다양한 음악 사이트를 통해 음반을 발매했고, 5월 26일 엠넷 《엠카운트다운》에 출연하며 공식 프로모션을 시작했다. 이 음반은 9곡으로 구성됐으며 종현이 "싱어송라이터로서의 열정을 가장 많이 느낄 수 있다"고 표현한 것으로 일렉트로펑크, EDM, R&B 등 다양한 장르를 커버하고 있으며 9곡 중 8곡은 아티스트가 직접 작곡한 곡이다. 종현의 프로모션 패션 스타일은 샤이니의 알려진 트렌드에 컬러풀한 의상과 스키니 진이 더해져 90년대 영감을 받은 외모를 보여준다.
종현은 〈Suit Up〉을 "결혼 후 첫날 밤"이라고 표현했다.
2016년 5월 22일부터 28일까지 대한민국에서 《좋아》는 대한민국 가온 앨범 차트에서 1위를 차지했다. 이 음반은 차트 상위 10위 안에 3주, 상위 100위 안에 5주를 소비한다.
미국에서는 《좋아》가 2016년 6월 11일 한 주 동안 《빌보드》 월드 앨범 순위 4위에 진입해 정점을 찍었다. 같은 주에 이 음반은 《빌보드》 히트시커즈 앨범에서 20위로 정점을 찍었다.
《좋아》는 2016년 5월 한 달간 총 45,415장의 판매고를 올리며 대한민국 가온 앨범 차트 8위에 올랐다. 2016년 6월, 이 음반은 10,574장이 팔리면서 10위에 올랐다. 이 음반은 발매 이후 55,989장이 팔렸다.

## 수록곡
| #            | 제목                    | 작사                           | 작곡                                                                                            | 편곡  | 재생 시간 |
| ------------ | ----------------------- | ------------------------------ | ----------------------------------------------------------------------------------------------- | ----- | --------- |
| 1.           | 〈좋아〉 (She is)       | 김종현                         | 김종현, Philtre, Crush, 오준혁                                                                  | 3:11  |           |
| 2.           | 〈White T-Shirt〉       | 김종현, 이윤설, 류다솜, 정영아 | Henrik Meinke, Jonas Kalisch, Alexsej Vlasenko, Jeremy Chacon, Ilanguaq Lumholt, Marcus Winther | 2:58  |           |
| 3.           | 〈우주가 있어〉 (Orbit) | 김종현                         | 김종현, 소진, Coach & Sendo                                                                     | 3:17  |           |
| 4.           | 〈Moon〉                | 김종현                         | 김종현, LDN Noise, Adrian McKinnon                                                              | 2:44  |           |
| 5.           | 〈AURORA〉              | 김종현                         | 김종현, Deez                                                                                    | 3:54  |           |
| 6.           | 〈Dress Up〉            | 김종현                         | 김종현, LDN Noise                                                                               | 3:05  |           |
| 7.           | 〈Cocktail〉            | 김종현                         | 김종현, Bryan-Michael Cox, Clifford Henson                                                      | 3:39  |           |
| 8.           | 〈RED〉                 | 김종현                         | 김종현, Devine Channel                                                                          | 3:14  |           |
| 9.           | 〈Suit Up〉             | 김종현                         | 김종현, 소진, SCORE                                                                             | 3:51  |           |
| 총 재생 시간 | 총 재생 시간            | 총 재생 시간                   | 총 재생 시간                                                                                    | 28:33 |           |